# Polynoe semisquamosa
Polynoe semisquamosa är en ringmaskart som beskrevs av Williams 1851. Polynoe semisquamosa ingår i släktet Polynoe och familjen Polynoidae. Inga underarter finns listade i Catalogue of Life.